# PNE AG

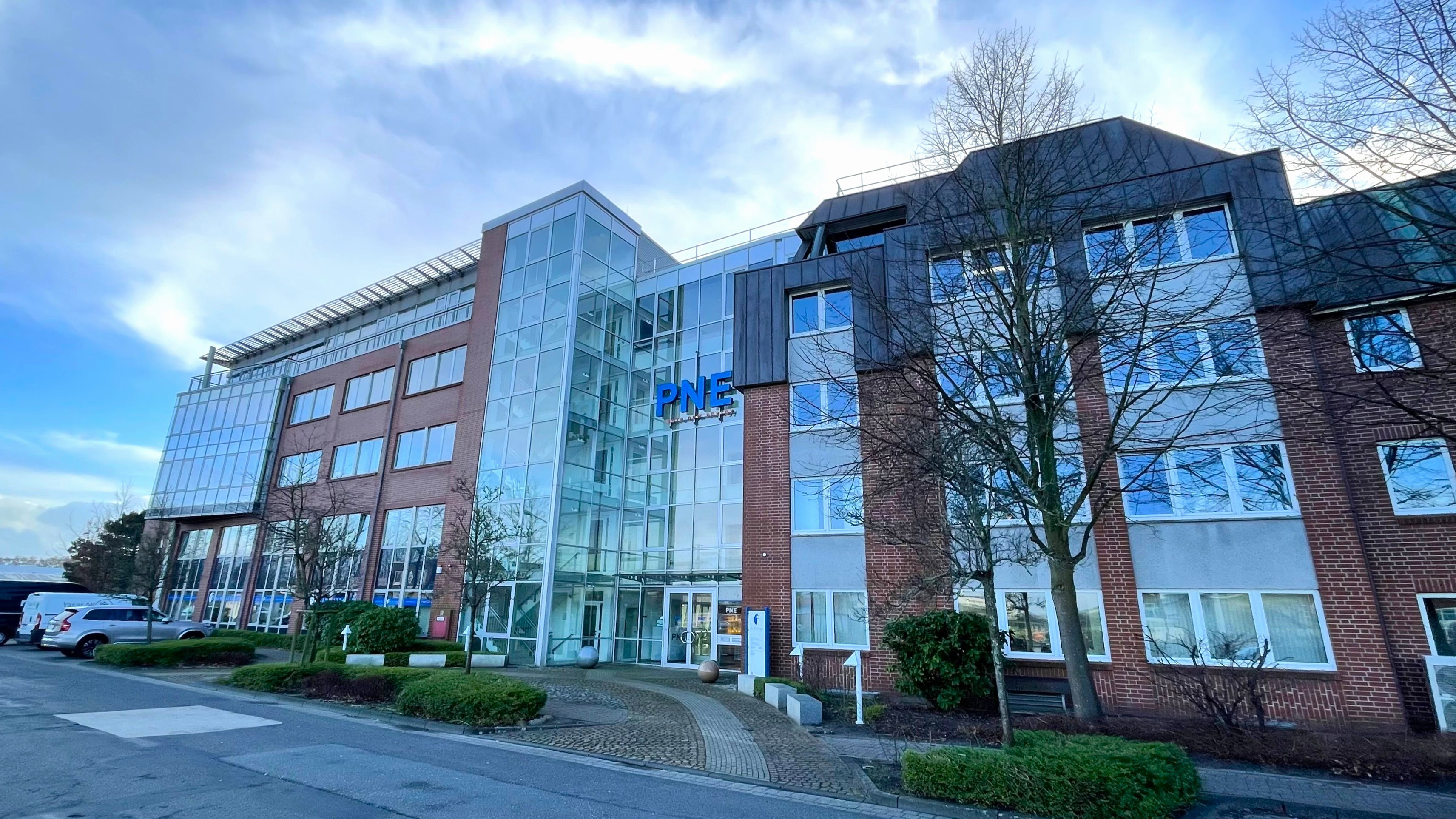
Sede da empresa em Cuxhaven.

PNE AG (anteriormente Plambeck Neue Energien AG) é uma empresa alemã que desenvolve projetos e operadora de soluções de energia renovável. Sua sede fica na cidade de Cuxhaven na Alemanha.

## História
Ela foi fundada pela família Plambeck em 1995 com o nome de Windpark Marschland GmbH e em 1998 pasasou a se chamar Plambeck Neue Energien,ainda no mesmo ano ela abriu o capital na Bolsa de Valores de Frankfurt.
Em 1997, concluiu o primeiro parque eólico desenvolvido pela empresa na cidade de Nordleda na Alemanha.
Em 2000, alcançou a marca de 100 MW de capacidade nominal instalada.
Em 2004, a PNE licença de construção para criar o parque eólico Borkum Riffgrund I no Mar do Norte na Alemanha, o primeiro projeto offshore da companhia.
Em 2006, a PNE atingiu a marca de 500 MW de capacidade nominal instalada.
Em 2007, a companhia começou a se internacionalizar e estabeleceu joint ventures na Bulgária, Hungria e Turquia.
O nome foi alterado para PNE WIND em março de 2009 e a família Plambeck e a Plambeck Holding saíram completamente.
Até 2009, a empresa já tinha construído 88 parques eólicos com 503 aerogeradores e uma capacidade nominal total de 699 MW.
Em 2011, foi começou a desenvolver o projeto do parque eólico Gode Wind II na Alemanha.Em dezembro do mesmo ano, a PNE vendeu 50,1% do parque eólico para a empresa de investimentos dinamarquesa Brancor Capital Partners ApS.
Em agosto de 2012, a empresa dinamarquesa DONG Energy comprou 100% dos três projetos de desenvolvimento eólico offshore na Alemanha, Gode Wind 1, 2 e 3 e que pertenciam a PNE Wind por 57 milhões de euros e podendo chegar a 100 milhões de euros.
Em abril de 2013, a empresa anunciou que havia adquirido uma participação de cerca de 54% na concorrente WKN AG.
Em 2014, foi atingida a marca de 2000 MW de capacidade nominal instalada.
A empresa vendeu seus projetos no Reino Unido em junho de 2015 por 103 milhões de libras esterlinas, foi a maior venda da PNE desde 2012, quando se desfez dos projetos dos parque eólicos Gode Wind em 2012.
Em dezembro de 2016, parte de seu portifólio foi vendido para o fundo de investimento em energia e infraestrutura Allianz Renewable Energy Fund II e que pertence a empresa Allianz por 330 milhões de euros, os parque eólicos vendidos tem capacidade de 142 MW.
Em junho de 2018, deixou de ter o nome PNE WIND e passou a ser apenas PNE, a mudança na razão social da empresa foi aprovada pelo acionistas e tem como objetivo a amplicação das operações da companhia para além da energia eólica e deve entrar também em outros negócios de energias limpas como a fotovoltaica e o hidrogénio.
Em 25 de julho de 2023, a PNE AG passou a fazer parte do indice TecDAX da Bolsa de Valores Alemã.

## Segmentos de atuação
- Desenvolvimento de Projetos: Planejamento e estruturação de projetos de energia eólica e fotovoltaica, isso estudos de viabilidade, licenciamento ambiental, engenharia e preparação para construção de usinas eólicas e solares.[3][4]

- Serviços: Gestão e manutenção de parques eólicos e usinas fotovoltaicas já em operação.[3][4]

- Geração de Energia: Venda de energia elétrica gerada por parques eólicos e pela usina de biomassa de Silbitz.[3][4]